# Conseil de l'oblast de Soumy
8e
Le Conseil de l'oblast de Soumy est une assemblée élue de l'oblast de Soumy. Elle possède 64 membres. Elle ne possède pas d'initiative législative. La durée de chaque législature est de cinq ans.

## Composition
| Législature | Élection        | Composition | Composition                                                                                         | Président                       |
| ----------- | --------------- | ----------- | --------------------------------------------------------------------------------------------------- | ------------------------------- |
| 7e          | 25 octobre 2015 |             | Composition : - BBP (14) - VOB (14) - R (uk) (8) - RPOL (7) - VN (6) - UKROP (5) - OB (5) - VOS (5) | Semen Salatenko Volodymyr Tokar |
| 8e          | 25 octobre 2020 |             | Composition : - SN (16) - OP (14) - VOB (10) - ES (9) - NK (8) - ZM (en) (7)                        | Viktor Fedorchenko              |